# Lesní vrah (film)
Lesní vrah je české kriminální drama z roku 2024 režiséra Radima Špačka. Film mapuje poslední rok života českého sériového vraha Viktora Kalivody, který v roce 2005 zastřelil tři lidi v lese.

## Obsazení
- Michal Balcar jako Viktor Kalivoda
- Jaroslav Mendel
- Tomáš Drápela
- Eliška Bašusová
- Martin Janouš

## Hodnocení a kritika
Celý snímek byl přijat spíše negativně. Kritizován byl především za prázdnotu, nekonzistentnost a za hledání smyslu celého filmu.